# Iskitimsky (huyện)
Huyện Iskitimsky (tiếng Nga: ? райо́н) là một huyện hành chính tự quản (raion), của Tỉnh Novosibirsk, Nga. Huyện có diện tích 4438 kilômét vuông, dân số thời điểm ngày 1 tháng 1 năm 2000 là 71500 người. Trung tâm của huyện đóng ở Iskitim.